# Sideshow Symphonies
Sideshow Symphonies – czwarty studyjny album norweskiej grupy muzycznej Arcturus. Wydany został 19 września 2005 roku (dzień później w USA) przez wytwórnie płytową Season of Mist.
Płyta została mianowana jednym z dziesięciu najlepszych albumów 2005 roku przez magazyn Terrorizer. 

## Lista utworów
Opracowano na podstawie materiału źródłowego.
| Nr | Tytuł utworu                    | Słowa      | Muzyka | Długość |
| -- | ------------------------------- | ---------- | ------ | ------- |
| 1. | „Hibernation Sickness Complete” | ICS Vortex | Sverd  | 5:02    |
| 2. | „Shipwrecked Frontier Pioneers” | ICS Vortex | Sverd  | 8:32    |
| 3. | „Deamonpainter”                 | ICS Vortex | Sverd  | 5:33    |
| 4. | „Nocturnal Vision Revisited”    | ICS Vortex | Sverd  | 5:16    |
| 5. | „Evacuation Code Deciphered”    | ICS Vortex | Sverd  | 6:16    |
| 6. | „Moonshine Delirium”            | ICS Vortex | Sverd  | 7:10    |
| 7. | „White Noise Monster”           | ICS Vortex | Sverd  | 3:55    |
| 8. | „Reflections”                   | ICS Vortex | Sverd  | 3:40    |
| 9. | „Hufsa”                         | ICS Vortex | Sverd  | 5:07    |
|    |                                 |            |        | 50:31   |

## Twórcy
Opracowano na podstawie materiału źródłowego.
| Zespół Arcturus w składzie - Simen „ICS Vortex” Hestnæs – wokal prowadzący - Tore Moren – gitara, inżynieria dźwięku, mastering - Knut Magne „Møllarn” Valle – gitara - Hugh Steven James „Skoll” Mingay – gitara basowa - Steinar Sverd Johnsen – instrumenty klawiszowe - Jan Axel „Hellhammer” Blomberg – perkusja | Dodatkowi muzycy - Silje Wergeland – wokal wspierający (utwory 2, 5) Inni - Børge Finstad – miksowanie - Morten Lund – mastering - Trine Paulsen, Kim Sølve – zdjęcia, oprawa graficzna, dizajn - Khaoz Productionz – management |